# 눈에는 눈
"눈에는 눈"이라는 문장은 싸움에서 다른이의 눈을 취한 이가 보상으로 그 자신의 눈을 주도록 교육받는 것이다. 이 원리의 성경이 아닌 다른 근원은 법의 목적의 하나로 공격당한 집단에 대해 정당한 보복을 제공하는 것이다. 그것은 보복의 한도내에 정의되고 제한된다. 이 초기의 믿음은 함무라비 법전에 반영되어 있으며 히브리 성경의 법에도 나온다. 

## 같이 보기
- 징벌적 손해배상
- 황금률